# León Viejo
De ruïnes van León Viejo (Spaans: Ruinas de León Viejo) is een archeologische site in de nabijheid van de stad León in Nicaragua. Het is de oorspronkelijke locatie van León, aan de westelijke oevers van het Managuameer. Tegenwoordig bevindt zich hier het dorp Puerto Momotombo in de gemeente La Paz Centro. De ruïnes worden beheerd door het Instituto Nicaragüense de Cultura (het Nicaraguaanse Instituut voor Cultuur).
De oude stad werd gesticht op 15 juni 1524 door de Spaanse veroveraar of conquistador Francisco Hernández de Córdoba. Hij werd er zelf op het centrale marktplein in 1526 onthoofd op bevel van zijn eigen voormalige luitenant Pedro Arias Dávila. De stad groeide uit tot een nederzetting met 15.000 inwoners. Gelegen in een gebied met veel vulkanische activiteit ten zuidwesten en in de nabijheid van de Momotombo, leed de stad onder aardbevingen in 1594 en 1610. Na deze laatste aardbeving besloot het gemeentebestuur de stad te verplaatsen en dertig kilometer verderop noordwestwaarts her op te richten. Asse en vulkanisch gesteente van de Momotombo bedekte in de daaropvolgende eeuwen een groot gedeelte van León Viejo.
In 1967 werden de ruïnes vlak ten zuiden van Puerto Momotombo gelokaliseerd, geïnventariseerd en gedeeltelijk terug blootgelegd. Een stadszone van 800 op 500 meter werd teruggevonden en zestien gebouwen rond de vroegere centrale marktplaats werden gedeeltelijk hersteld. De tropische storm Alleta vernielde de stadswallen, in 1998 waren de orkanen Joan en Mitch verantwoordelijk voor aanzienlijke bijkomende schade aan de ruïnes, met de vernieling van 40% van de monumenten, waaronder een voormalig klooster, La Merced, en het fort La Fortaleza.
De oude stad is een nationaal monument van Nicaragua. De site is bereikbaar vanaf de verbindingsweg tussen León en Managua, waar een zijweg naar Puerto Momotombo voert. In 2000 werd de locatie op de 24e sessie van de Commissie voor het Werelderfgoed door UNESCO erkend als werelderfgoed en aan de lijst toegevoegd. Het feit dat het oorspronkelijk stadsplan niet doorheen de jaren was gewijzigd en aldus een zicht gaf op een zestiende-eeuwse koloniale stad speelde een belangrijke beslissing bij de erkenning door de commissie. Het was de eerste site van Nicaragua die werd geselecteerd, en tot 2011 de enige. Dat jaar werd ook de Kathedraal van León erkend.